# Hickory Grove (Wisconsin)
Hickory Grove es un pueblo ubicado en el condado de Grant en el estado estadounidense de Wisconsin. En el Censo de 2010 tenía una población de 455 habitantes y una densidad poblacional de 4,84 personas por km².

## Geografía
Hickory Grove se encuentra ubicado en las coordenadas 43°4′32″N 90°36′23″O / 43.07556, -90.60639. Según la Oficina del Censo de los Estados Unidos, Hickory Grove tiene una superficie total de 94.09 km², de la cual 94.09 km² corresponden a tierra firme y (0%) 0 km² es agua.

## Demografía
Según el censo de 2010, había 455 personas residiendo en Hickory Grove. La densidad de población era de 4,84 hab./km². De los 455 habitantes, Hickory Grove estaba compuesto por el 99.56% blancos, el 0% eran afroamericanos, el 0% eran amerindios, el 0% eran asiáticos, el 0.22% eran isleños del Pacífico, el 0% eran de otras razas y el 0.22% pertenecían a dos o más razas. Del total de la población el 0.22% eran hispanos o latinos de cualquier raza.